# 山越康雄
山越 康雄（やまこし やすお）は、日本の歯学者。鶴見大学歯学部分子生化学講座教授。

## 経歴
1962年横浜市出身。1985年3月、北里大学衛生学部衛生技術学科卒業。1985年4月、鶴見大学歯学部生化学教室助教、2000年2月、テキサス大学サンアントニオ健康科学センター歯学部小児歯科学講座交換研究員を経て2003年4月、ミシガン大学歯学部生体材料科学講座研究助教授、2008年5月、同准教授。2012年4月に帰国し鶴見大学歯学部分子生化学講座准教授、2016年4月より同教授を務める。専門分野は生体化学、分子生物学、口腔再生医学、歯科医用工学、形態、構造（キーワード：歯学、再生医療、タンパク質、サイトカイン）。既存の治療薬から別の効果を見つけ出す「ドラッグリポジショニング」について、歯再生の可能性に言及している。

## 主な著書
- （共著） 編『生化学実習』医歯薬出版、2002年12月。[6]
- （共著） 編『口腔生化学第６版』医歯薬出版、2018年9月。[7]
- （共著） 編『生化学実習第2版』医歯薬出版、2023年4月。[8]

## 受賞歴
- 2007年8月、ライオン学術賞（歯科基礎医学会）『象牙質シアロリンタンパク質(DSPP)の構造解析』[9]

## 所属学会
- 歯科基礎医学会
- 国際歯科研究学会（日本部会）
- Enamel Conference (International Advisory Committee 2005～）
- 国際歯科研究学会（アメリカ部会）
- 歯科基礎医学会
- 鶴見大学歯学会